# L'uomo che visse due volte (film 1936)
L'uomo che visse due volte (The Man Who Lived Twice) è un film del 1936 diretto da Harry Lachman.